# Concilie van Sardica
Het Concilie van Sardica (het huidige Sofia, Bulgarije) werd in 342 of 343 gehouden. De Orthodoxe Kerk erkent het niet als concilie. Daarvoor zijn twee redenen aan te wijzen. Ten eerste was het grootste gedeelte van het Oosten ariaans. Ten tweede besloot men hier dat de bisschop van Rome als paus uiteindelijk bepaalde of de synodes wel rechtvaardig en volgens de officiële leer waren. Het Oosten, waar men meer synodes hield dan waar ook, ging hier niet mee akkoord.

## Ontstaansgeschiedenis van het concilie
De belangrijkste reden dat het concilie gehouden werd, was keizer Constans' idee dat de kerk verzoend moest worden. Meer en meer werd het duidelijk dat Oost en West verdeeld waren, met verschillende visies en regels. Ook moest, evenals bij het Concilie van Nicaea, besloten worden wat te doen met het arianisme. Eveneens wilde de Oost-Romeinse keizer Constantius II bepalen wat te doen met Athanasius.

## Organisatie en aanwezigen
Op dit concilie waren opvallend veel bisschoppen, uit alle delen van de wereld, in totaal 170 bisschoppen. Opvallend was ook het grote aantal Westerse deelnemers. Dit omdat er in Nicea slechts vijf deelnamen. De oudste bekende bisschop in de Nederlanden Sarbatios (Sint-Servaas) was ook aanwezig. Voorzitter van het geheel was Ossius, bisschop van Córdoba. In totaal nam ruim 200 man deel.

## Afscheiding
Dat ook Athanasius aanwezig was, werd door de Oosterse bisschoppen aangegrepen als excuus om te dreigen weg te gaan. Een verklaring hiervoor wordt soms gegeven door het feit dat zij (voornamelijk arianen) waarschijnlijk een minderheid zouden vormen bij de besluitvorming. Hoewel Hosius en Athanasius afspraken dat als de anderen bleven, Athanasius zich terug zou trekken als patriarch van Alexandrië, vertrokken de 80 Oosterse bisschoppen toch. Als argument hiervoor werd aangevoerd dat Athanasius op een Oosters concilie in Thracië al veroordeeld was, en dat dit onherroepelijk was. Doordat de Westerse bisschoppen dit concilie niet erkenden, verwierpen zij die veroordeling.
In het Concilie van Philippopolis werd vervolgens door de Oosterse bisschoppen een concilie belegd waar men Athanasius alsnog opnieuw veroordeelde. Ook veroordeelde men de handelwijze van paus Julius I en excommuniceerde men alle bisschoppen die in Sardica aanwezig bleven en alle Oosterse bisschoppen die sympathie voor de besluiten van het concilie van Nicea voelden.

## Voortgang van het concilie
Ook in Sardica onderzocht men de zaak van Athanasius, maar richtte men zich op zijn vermeend moreel verwerpelijke leven, een beeld geschapen door zijn tegenstanders. Zijn visie op het arianisme werd buiten beschouwing gelaten, omdat dit juist dezelfde was als die van de overgebleven Westerse bisschoppen, terwijl de Oosterse bisschoppen hem vooral hierom veroordeelden. Men sprak Athanasius vrij, evenals zijn medestanders. Ook werd tot excommunicatie van Gregorius van Cappadocië en alle anderen die zich niet achter de besluiten van het concilie van Nicea besloten, zodat nu beide partijen elkaar geëxcommuniceerd hadden.

## Besluiten
Op het concilie werden 21 canonieke wetten geformuleerd, waarvan de belangrijkste was dat de keizer zich niet moest bemoeien met de religieuze zaken. Waar Constans dit accepteerde, schijnt Constantius toen hij dit hoorde in woede ontstoken te zijn, wat hem tot een vijand van de aanhangers van het concilie van Sardica gemaakt heeft.
Andere besluiten waren:
- Bisschoppen mogen geen door andere bisschoppen geëxcommuniceerde priesters toestaan als priester, noch priesters overnemen van andere kerkprovincies.
- Bisschoppen moeten in hun kerkprovincie wonen.
- Bisschoppen moeten weinig reizen en het keizerlijke hof vermijden.
- Bisschoppen moeten niet overgeplaatst worden van de ene kerkprovincie naar de andere.
- Aartsbisschoppen moeten niet aangesteld worden als leider over steden groot genoeg voor een eigen priester.

Vooral bekend geworden zijn ook de nader uitgewerkte regels met betrekking tot bisschoppen die door een provinciaal concilie waren afgezet. Zij konden een beroep doen op Rome, dat dan het vonnis bekrachtigde of een nieuw onderzoek door een naburige kerkprovincie kon laten instellen. In kerkrechtelijke termen kreeg Rome dus een jurisdictie van cassatie voor het hele episcopaat.